# Labza

Le labza est un pain sans levure de la région de Taza, au Maroc, fait de semoule et par-dessus lequel on sert une grande boule de beurre fermier.